# إلغاء الإنسان
إلغاء الإنسان (بالإنجليزية: The Abolition of Man) هو كتاب صدر عام 1943 من تأليف كلايف لويس بعنوان فرعي «تأملات في التعليم مع إشارة خاصة إلى تعليم اللغة الإنجليزية في المراحل العليا من المدارس» يستخدم ذلك كنقطة انطلاق للدفاع عن القيمة الموضوعية والقانون الطبيعي، بالإضافة إلى تحذير من عواقب التخلص من تلك الأشياء أو «تحطيمها». فهو يدافع عن العلم باعتباره شيئًا يستحقّ المتابعة والبحث، ولكنه ينتقد استخدامه لإثارة فضح القيم، أو قيمة العلم ذاته باعتباره بين هذه القيم، أو تعريفه لاستبعاد تلك القيم. ألقي الكتاب لأول مرة في سلسلة من ثلاث محاضرات مسائية في كلية كينجز في نيوكاسل، وهي جزء من جامعة دورهام، في إطار محاضرات ريدل التذكارية في الفترة من 24 إلى 26 فبراير 1943.

## الذاتانية الأخلاقية ضد القانون الطبيعي
يبدأ لويس باستجابة نقدية لـ«الكتاب الأخضر» (بالإنجليزية: The Green Book) من تأليف جايوس وتيتوس: «التحكم في اللغة: نهج نقدي للقراءة والكتابة»، نُشر في عام 1939 بواسطة أليكساندر كينج ومارتن كيتلي. استخدم الكتاب الأخضر كنص لطلاب الصفوف العليا في المدارس البريطانية.
ينتقد لويس المؤلفين لتقويضهم قيم الطلاب ويدعون أنهم يعلمونهم أن كل جمل القيمة (مثل «هذه الشلالات سامية») هي مجرد تصريحات عن مشاعر المتحدث ولا يقولون شيئًا عن الموضوع. فهو يعني، على سبيل المثال، أنه عندما يكون أحد المتحدثين الذي يدين عملًا ما على أنه لا يمكن مقاومته، فإنه يقول «لدي مشاعر محتقرة».
وبإنكار أن القيم حقيقية أو أن المشاعر يمكن أن تكون معقولة، فإن الذاتانية تُحفز معنويًا، وتجرد الناس من القدرة على الاستجابة عاطفيًّا لتجارب الخير الحقيقية والجمال الحقيقي في الأدب وفي العالم. علاوةً على ذلك، يدعي لويس أنه من المستحيل أن يكون ذاتانيًّا دائمًا. حتى أن مؤلفي الكتاب الاخضر يؤمنون بوضوح أن بعض الامور مثل تحسين تعليم الطلاب هي فعلًا جيدة ومرغوبة.
يستشهد لويس بمفكرين قدماء مثل أفلاطون وأرسطو وأوغسطين، الذين كانوا يعتقدون أن الغرض من التعليم هو تدريب الأطفال على «ترتيب العواطف»، وتدريبهم على الإعجاب أو عدم الإعجاب بما يجب عليهم وحب الخير وكره الشر. يزعم لويس أنه على الرغم من أن مثل هذه القيم عالمية إلا أنها لا تتطور تلقائيًّا في الأطفال. وبالتالي، فهي ليست «طبيعية» بمعنى الكلمة، ولكن يجب أن يتم تدريسها من خلال التعليم. الذين يفتقرون إليها يفتقرون إلى عنصر بشري مهم.

## انتقادات
كثيرا ما تتمحور المناقشة الحاسمة حول إلغاء الإنسان حول النقاط التالية:
- هل يهاجم لويس شكلًا ضعيفًا ومبسطًا من الذاتانية الأخلاقية؟ هل هناك نسخًا أقوى لا تكون عرضة لنقده؟
- هل يستطيع المرء أن يصدق أن القيم الأخلاقية هدف ما من دون قبول نظرية لويس الكاملة للقانون الطبيعي في الأخلاق؟
- هل يرتكب لويس خطأ البدائل الزائفة حين يزعم أن المرء لا بد أن يرفض كل القيم أو يقبل نظرية القانون الطبيعي التقليدية في الأخلاق؟
- هل صحيح أن المؤمنين بالذاتانية الأخلاقية يفتقرون عادة أو دائمًا إلى الحافز الأخلاقي؟
- هل يبالغ لويس في تقدير درجة الإجماع الأخلاقي القائم بين الثقافات والأديان المختلفة؟[7]